# 川口喬
川口 喬（かわぐち たかし、1997年3月22日 - ）は、日本の元男子バレーボール選手である。

## 来歴
和歌山県日高郡出身。母親がバレーボール選手で、自身も高校1年生からバレーボールを始めた。
和歌山県立日高高等学校を経て近畿大学に進学。大学在籍中の冬期は近畿クラブスフィーダの選手としてV・チャレンジリーグII（当時のVリーグ3部リーグ）でもプレーした。
2018-19シーズン、V.LEAGUE DIVISION1 MEN（V1男子）に所属する大分三好ヴァイセアドラーの内定選手となった。内定選手としてV1の試合に出場しV1デビューを果たした。
2019年、大学卒業後に、大分三好ヴァイセアドラーに入団した。
2024年、大分三好を退団し現役引退。

## 所属チーム
- 和歌山県立日高高等学校（2012-2015年）
- 近畿大学（2015-2019年）
  - 近畿クラブスフィーダ（2015-2018年）
  - 大分三好ヴァイセアドラー（2018-2019年）
- 大分三好ヴァイセアドラー（2019-2024年）